# Список неизданных песен Pink Floyd
Как известно, группой Pink Floyd был исполнен и/или записан целый ряд песен и композиций, которые впоследствии не были официально изданы как ни в одном альбоме, так и ни в качестве синглов. В списке ниже представлены только те композиции, существование которых официально подтверждено. Помимо этого, большинство из них можно найти в неофициальных записях.
Также некоторые раннее неизданные песни появились в составе бокс-сета «The Early Years 1965—1972» в ноябре 2016, когда, по сути, и был осуществлен их первый официальный релиз.

## Период с Сидом Барреттом

### «I Get Stoned»
Песня Сида Барретта, записанная 31 октября 1966 года, совместно с одной из версий «Interstellar Overdrive», в студии Thompson Private Recording Company. Исполнение песни происходит под акустическую гитару самим Барреттом. Данная композиция была исполнена во время концерта в All Saints Hall, в 1966. Могла быть известна также под названиями «Stoned Alone», «Stoned Again», «Living Alone», а позднее стала называться «Let’s Roll Another One». Известно, что во время записи альбома «Barrett» 27 февраля 1970 года Сидом была записана демо-версия песни под названием «Living Alone».

### «Pink Theme»
Инструментальная композиция, представленная ранним составом группы в 1966 году. Была записана на концерте в The All Saints Church Hall в Лондоне, 14 октября 1966.

### «Flapdoodle Dealing»
«Flapdoodle Dealing» — ещё одна инструментальная композиция 1966 года, исполненная ранним составом группы с участием Сида Баррета. Название песни, предположительно, было предложено Роджером Уотерсом. Песня так же была записана на живом выступлении в The All Saints Church Hall, 14 октября 1966 года, однако студийной записи песни не существует.

### «Let’s Roll Another One»
Песня, написанная Барреттом в 1965 году, которая позднее, перед релизом 1967 года, была переименована в «Candy and a Currant Bun». По предложению Роджера Уотерса оригинальный текст композиции был изменён перед её выпуском в качестве сингла по причине наличия намеков на употребление наркотиков. Песню также можно встретить в бутлегах под названием «Feed Your Head».

### «She Was a Millionaire»
Автором записанной на Эбби-Роуд 18 апреля 1967 года композиции был Сид Барретт. Менеджер Питер Дженнер сказал, что эта песня «была то, что нужно; хит, который они и искали». Первый строки гласят: «She was a millionaire/She had some time to spare», а инструментал на фоне хоть и был завершен полностью, но, вероятнее всего, был стерт. Часть элементов песни, однако, стали частью композиции «Opel» из сольного альбома Барретта, записанного в 1969 году.

### «Experiment»
Инструментальная композиция была записана 4 сентября 1967 года на студии Sound Techniques. Первые 90 секунд записи можно встретить в различных бутлегах. Данный трек неверным образом иногда мог быть озаглавлен как «Sunshine», тогда как последняя позже стала частью композиции «Matilda Mother».

### «One in a Million»
"Известная также под названиями «Rush in a Million», «Once in a Million», «Rust in a Million» и «Brush Your Window» композиция исполнялась ранним составом группы в 1967 году. Pink Floyd исполняли песню на концерте в Копенгагене (Дания) 13 сентября 1967 года. Такие несоответствия в названии композиции происходят из-за плохой аппаратуры — голос объявляющего название песни и исполняющего её Роджера Уотерса оставлял желать лучшего.

### «Intremental»
Записанная в De Lana Lea 20 октября 1967 10-минутная инструментальная композиция.

### «Early Morning Henry»
Демо-композиция из сессии «Set The Controls for the Heat of the Sun», также упомянутая в книги Дэвида Паркера «Random Precision» — путеводителю по композициям Сида Барретта. Паркер утверждает, что он лично связывался с Ником Мейсоном, чтобы выяснить информация по поводу этой песни, однако участник группы не смог ничего вспомнить. Оригинальная запись композиции считается потерянной.

### «Green Onions»
Кавер-версия песни «Green Onions» группы Booker T. & the M.G.'s, исполненная на программе BBC1 TV Tomorrow’s World 12 декабря 1967 года.

### «Have You Got It Yet?»
«Have You Got It Yet?» — незаконченная песня, написанная Барреттом в короткий период, когда группа состояла из всех пяти участников. В то время Дэвид Гилмор получил приглашение присоединиться к группе в качестве пятого участника — второго гитариста, а Сид Барретт, чье психическое состояние оставляло желать лучшего и только создавало проблемы группе, оставался дома и занимался сочинением текстов для новых песен, почти как Брайан Уилсон для The Beach Boys. Однако, с этой затеей вскоре было покончено.
Постоянно непредсказуемое поведение Барретта, а также своеобразное чувство юмора, в совокупности и создали песню, поначалу, казавшуюся обычной и характерной для Сида. Однако, когда остальные члены группы пытались присоединиться к её исполнению, Барретт менял всю мелодию и структуру, что доставляло неудобство его товарищам, заставляя их отвечать «Нет!» на главный вопрос песни — «Have You Got It Yet?» (с англ. — «Дошло, наконец?», «Уже врубаетесь?»). Это была последняя попытка Сида Барретта написать материал для группы перед уходом. Роджер Уотерс заявил в интервью для документального фильма «The Pink Floyd and Syd Barrett Story», что он, уловив сознательность действий Барретта по отношению к этой песне, положил свою бас-гитару, вышел из комнаты и больше никогда не пытался снова играть вместе с Сидом. Уотерс назвал это «настоящим актом безумного гения». Данная композиция так и не была записана.

## Более поздний период

### «The Committee» Instrumentals
Ещё в раннем 1968 Pink Floyd записали несколько инструментальных композиций, которые были использованы в качестве саундтреков к фильму Питера Сайкса «The Committee», где главную роль исполнил Пол Джонс из коллектива Manfred Mann. Изначально предложенное Сидом Барреттом соло оказалось непригодным для использования, поэтому группа (уже в составе с Дэвидом Гилмором) взяла это на себя и записала произведения в подвальной Лондонской студии. На самом деле, две главные части — одна и та же композиция, исполненная в разном темпе. Отличия были ещё и в том, что первая из них исполнялась на гитаре, а вторая — на клавишах. Третья часть — длинный инструментал — представляет собой первые зачатки песни «Careful With That Axe, Eugene». Начальная музыка являла собой короткую запись с использованием гитарных эффектов, проигранную в обратном направлении. И всё это вместе сильно походило на то, что было предложено Сидом. Первая и вторая части композиции были официально изданы в бокс-сете 2016 года «The Early Years 1965—1972».

### «Richard’s Rave Up»
Записанная 13 февраля 1968 года во время сессий к «A Saucerful of Secrets».

### «The Boppin' Sound»
Ещё одна февральская композиция 1968 года из сессий для «A Saucerful of Secrets».

### «Incarceration of a Flower Child»
Сочиненная Роджером Уотерсом в 1968 году песня, после ухода из группы Сида Барретта, в попытке «начать всё с чистого листа». Строки песни рассказывают слушателю о «падении» Барретта, однако сам Роджер этого не подтверждал. Сама песня была окончательно записана Марианной Фейтфулл для её альбома «Vagabond Ways». В начальной мелодии куплета песни можно уловить часть более поздней композиции «Your Possible Pasts» из альбома «The Final Cut». Эта песня не была записана группой.

### «Stefan’s Tit»
Вырезанная композиция из сессий «More».

### «Paris Bar»
Другой вырезанный трек из «More», который был найден на той же мульти-записи, что и композиция выше.

### «Theme (Dramatic Version)»
Как и два предыдущих трека, была найдена на записи для «More».

### «Alan’s Blues»
Инструментальный блюз, записанный группой для фильма «Zabriskie Point» в декабре 1969 года. Данная версия песни была выпущена в виде бонусного трека в 1997 году под названием «Love Scene 6». Композиция начала появляться на концертах в начале 1970, сперва вместе с парой других саундтреков («Heart Beat, Pig Metal» и «The Violent Sequence»), которые вскоре были отброшены. Группа продолжала исполнение вплоть до 1972 года, чаще всего на бис. В бутлегах песню можно встретить под названием «Pink Blues».

### «Rain in the Country»
Инструментальный трек длительностью почти 7 минут, записанный на сессиях к «Zabriskie Point», который основан на песне «The Narrow Way». Его можно найти в бутлеге «Omay Yad» и в бутлеге «The Complete Zabriskie Point Sessions».

### «Oenone»
Длинный инструментальный саундтрек для фильма «Zabriskie Point», который предназначался для постельной сцены. Было три попытки записать композицию (под рабочими названиями «Love Scene No. 1», «No. 2» и «No. 3»), каждая из которых чем-либо отличается от остальных, но все они разделяют единый жуткий органно-гитарный мотив. Термин «Oeenone» отсылает к греческому мифологическому персонажу — к первой жене Париса из Трои. Ранние появления саундтрека в бутлегах можно встретить под названием «Oneone», что иногда считается попросту неверным написанием имени персонажа, но более вероятно, что это отсылка к фонетическим особенностям режиссёра фильма «Zabriskie Point».

### «Just Another Twelve Bar»
Очередная инструментальная импровизация группы, записанная во время мирового тура 1970 года, посвященного альбому «Atom Heart Mother». Существующая неофициальная запись песни очень похожа на часть песни «Biding My Time». По этой причине эта композиция может быть отрывком вышеупомянутой песни.

### «Pink Blues»
Можно встретить также с названием «Blues». Эту блюзовую композицию группа исполняла на бис во время тура «Meddle» в 1971 году. См. также «Alan’s Blues» (выше).

### «Corrosion in the Pink Room»
Авангардная инструментальная пьеса, авторами которой являются все четверо участников группы (Уотерс, Гилмор, Райт и Мейсон). Исполнялась на концертах в начале 1970-х годов. Райт исполнял жуткую по звучанию партию на фортепьяно, а Уотерс — нечто, напоминающее звучание «Several Species of Small Furry Animals Gathered Together in a Cave and Grooving with a Pict». Примерно на середине композиции музыка меняется в блюзовое звучание, похожее на «Funky Dung». Также было известно, что при исполнении использовался эффект «китовой песни», знакомый по песне «Embryo», а затем и «Echoes». Роджер Уотерс спорил с их менеджером Стивом О’Руком во время выступления, выкрикивая «Стивен».

### «The Merry Xmas Song»
Юмористическая песня, написанная для одноразового выступления на BBC радио в 1969, во время сессий саундтрека к фильму «Zabriskie Point», и исполненная в 1975. Примечательна тем, что является четвёртой и песней, в которой можно услышать вокал Ника Мейсона, не считая композиций «Scream Thy Last Scream», «Corporal Clegg» и «One of These Days».

### «Long Blues»
Небольшая импровизация в виде блюзовой пьесы, включенной в программу концерта в Монтрё в 1970 году. Уотерс объявил: «Since it was a bit late for mind-expanding, we’re going to play some music to calm down to» (с англ. — «Раз уже поздновато играть что-либо расширяющее сознание, то мы немного поиграем спокойной музыки напоследок»). Несмотря на то, что звучание сильно приближено к «Alan’s Blues», некоторые элементы из «Funky Dung» и «Mudmen» определённо отсутствуют. Композицию можно встретить в бутлеге «Early Flights Vol. 1».

### «Bitter Love»
Написанная Уотерсом песня о неудачном опыте группы, когда те согласись появиться в рекламе горького лимонного напитка «Gini» для журнала. Текст песни описывает Уотерса, который продает свою душу в пустыне. Также песня известна как «How Do You Feel?».

### «Drift Away Blues»
Блюзовая импровизация, сыгранная группой 6 июля 1977 года на Олимпийском стадионе в Монреале. Pink Floyd сыграли композицию на бис, в ответ на агрессию публики. Уотерс объявил начало словами: «Since we can’t play any more of our songs, here’s some music to go home to» (с англ. — «Раз мы более не будем играть своих песен, вот вам немного музыки напоследок»). Предполагается также, что Гилмор был расстроен ситуацией в целом и позже даже перестал играть.

### «Overture»
Песня, написанная Роджером Уотерсом для фильма «Стена». В итоге группа решила не выключать композицию, поэтому неизвестно, была ли она вообще записана.

### «Death Disco»
Неизданная часть альбома «The Wall», в которой можно слышать, как DJ издевается над публикой. Некоторый книги, описывающие творчество группы, ошибочно дают песне название «The Death of Disco» или «The Death of Cisco». В композиции представлены фашистские идеи, которые можно теперь можно услышать в «In the Flesh», а также гитарный рифф, позже появившийся в «Young Lust».

## Неизданные альбомы

### The Committee soundtrack
Считалось, что саундтрек должен быть выпущен вместе с музыкой из научно-фантастического фильма «The Committee», для которого Pink Floyd записали несколько безымянных инструменталов, а The Crazy World of Arthur Brown также внесли свой вклад в виде песни «Nightmare». И хотя бутлеги саундреков (винил и CD) были выпущены фанатами группы, оставался факт того, что общее время записанного материала не подходило под рамки жизнеспособной коммерческой идеи.

### Zabriskie Point soundtrack
В 2011 году были найдены записи группы для фильма «Zabriskie Point», большая часть которых не подошла для финальной версии саундтрека. С их учётом, альбом первоначально бы состоял из следующих композиций и, возможно, в таком порядке:
1. «Heart Beat, Pig Meat»
2. «Сountry Song»
3. «Fingal’s Cave»
4. «Crumbling Land»
5. «Alan’s Blues»
6. «Oenone»
7. «Rain in the Country/Unknown Song»
8. «Come in No. 51, Your Time Is Up/Careful with That Axe, Eugene»

Шестнадцать дополнительных композиций также были включены в бокс-сет The Early Years 1965—1972, изданный в 2016 г.

### Household Objects
После успеха альбома The Dark Side of the Moon группа была не уверена в своем будущем направлении и беспокоилась о том, как остаться на высоте и увеличить популярность записей. Вернувшись к своим экспериментальным началам, Pink Floyd начали работу над проектом под названием «Household Objects», который состоял бы из песен, буквально сыгранных на бытовой технике. Сюда относились и старые ручные миксеры, резинки для волос, натянутые между двумя столами, бокалы и т. д. Однако все планы на данный альбом были вскоре отложены. Две композиции — «The Hard Way» и «Wine Glasses» (позже включенная в начало композиции «Shine On You Crazy Diamond») — были выпущены в переизданиях альбомов осенью 2011 года: The Dark Side of the Moon (Immersion бокс-сет) и Wish You Were Here (Experience Version и Immersion бокс-сет) соответственно.

### Spare Bricks
После выхода экранизации альбома The Wall группа планировала составить другой альбом, содержащий пару песен, недавно записанных для фильма, а также вырезанный материал из сессий Wall LP. Первоначально предполагаемым названием для этого диска было Spare Brick, но в итоге оно было изменено на The Final Cut. На лейбле сингла «When the Tigers Broke Free», выпущенного в то же время, утверждается, что это композиция из нового альбома The Final Cut. В конце концов, Уотерс решил отказаться от второго названия для нового концептуального альбома, частично основанного на материале, не вошедшим в The Wall. А также было решено не включать вышеупомянутый сингл в альбом The Final Cut.

### The Big Spliff
Во время сессий альбома «The Division Bell» Pink Floyd записали композицию в стиле эмбиент, но решили не выпускать её. Однако небольшая часть этой записи была использована при создании пятнадцатого и последнего альбома — «The Endless River» (2014). Помимо этого, два трека из оригинальной записи, «TBS9» и «TBS14» были включены в Deluxe версию этого альбома.

## Список литературы
1. ↑  Palacios, Julian. Syd Barrett & Pink Floyd: Dark Globe (неопр.). — Rev.. — London: Plexus, 2010. — С. 137. — ISBN 0-85965-431-1.
2. ↑  Palacios, Julian. Syd Barrett & Pink Floyd: Dark Globe (неопр.). — Rev.. — London: Plexus, 2010. — С. 140. — ISBN 0-85965-431-1.
3. ↑  Barrett (booklet). Syd Barrett. Harvest, EMI. 2010. p. 1.{{cite AV media notes}}:  Википедия:Обслуживание CS1 (другое в cite AV media (notes)) (ссылка)
4. ↑  Chapman, Rob. Flicker Flicker Blam Blam Pow // Syd Barrett: A Very Irregular Head (неопр.). — Paperback. — London: Faber, 2010. — С. 113. — ISBN 978-0-571-23855-2.
5. ↑  Palacios, Julian. Syd Barrett & Pink Floyd: Dark Globe (неопр.). — Rev.. — London: Plexus, 2010. — С. 129. — ISBN 0-85965-431-1.
6. ↑  Chapman, Rob. Watching Buttercups Cup the Light // Syd Barrett: A Very Irregular Head (неопр.). — Paperback. — London: Faber, 2010. — С. 56. — ISBN 978-0-571-23855-2.
7. ↑  Manning, Toby. The Underground // The Rough Guide to Pink Floyd (неопр.). — 1st. — London: Rough Guides[англ.], 2006. — С. 32. — ISBN 1-84353-575-0.
8. ↑  Chapman, Rob. Watching Buttercups Cup the Light // Syd Barrett: A Very Irregular Head (неопр.). — Paperback. — London: Faber, 2010. — С. 57. — ISBN 978-0-571-23855-2.
9. ↑  Chapman, Rob. Distorted View – See Through Baby Blue // Syd Barrett: A Very Irregular Head (неопр.). — Paperback. — London: Faber, 2010. — С. 134. — ISBN 978-0-571-23855-2.
10. ↑  Palacios, Julian. Vegetable Man // Syd Barrett & Pink Floyd: Dark Globe (неопр.). — Rev.. — London: Plexus, 2010. — С. 288. — ISBN 0-85965-431-1.
11. ↑  DiLorenzo, Kris. «Syd Barrett: Careening Through Life.» Архивная копия от 27 июня 2013 на Wayback Machine Trouser Press February 1978 pp. 26-32
12. ↑  Manning, Toby. The Underground // The Rough Guide to Pink Floyd (неопр.). — 1st. — London: Rough Guides[англ.], 2006. — С. 45. — ISBN 1-84353-575-0.
13. ↑  Palacios, Julian. Thunder Within the Earth // Syd Barrett & Pink Floyd: Dark Globe (неопр.). — Rev.. — London: Plexus, 2010. — С. 317. — ISBN 0-85965-431-1.
14. ↑  Thompson, Dave. Incarceration of a Flower a Child - Marianne Faithfull : Listen, Appearances, Song Review. AllMusic. Дата обращения: 20 сентября 2012. Архивировано 14 января 2018 года.
15. ↑  Palacios, Julian. The Return of Ulysses // Syd Barrett & Pink Floyd: Dark Globe (неопр.). — Rev.. — London: Plexus, 2010. — С. 392. — ISBN 0-85965-431-1.
16. ↑  Manning, Toby. The Underground // The Rough Guide to Pink Floyd (неопр.). — 1st. — London: Rough Guides[англ.], 2006. — С. 46. — ISBN 1-84353-575-0.
17. ↑  Demalon, Tom. Vagabond Ways - Marianne Faithfull : Songs, Reviews, Credits, Awards. AllMusic. Дата обращения: 20 сентября 2012. Архивировано 5 июля 2012 года.
18. ↑  http://pinkfloydhyperbase.dk/unreleased/index.html#RAIN Архивная копия от 27 ноября 2012 на Wayback Machine IN THE COUNTRY
19. ↑  AWAY BLUES. Дата обращения: 3 марта 2018. Архивировано 27 ноября 2012 года.
20. ↑  Nick Mason. Inside Out: A Personal History of Pink Floyd (англ.). — P. 315.
21. ↑  Young, Alex. Pink Floyd to release new album The Endless River in October. Consequence of Sound (6 июля 2014). Дата обращения: 6 июля 2014. Архивировано 6 июля 2014 года.
22. ↑  Young, Alex. Pink Floyd reveals details of new album, The Endless River. Consequence of Sound (22 сентября 2014). Дата обращения: 22 сентября 2014. Архивировано 23 апреля 2016 года.
23. ↑  Wikipedia